# Hans Gerstinger
Hans Gerstinger (* 23. Dezember 1885 in Großhaslau; † 2. Juli 1971 in Graz) war ein österreichischer Altphilologe und Hochschullehrer.

## Leben
Hans Gerstinger war katholisch, besuchte das Stiftsgymnasium Melk und studierte nach der Matura Klassische Philologie, Geschichte und Germanistik an der Universität Wien, wo er 1912 zum Dr. phil. promoviert wurde. Er legte 1913 die Lehramtsprüfung für Latein, Griechisch und Deutsch ab und arbeitete anschließend als Gymnasiallehrer in Wien. 1914 trat er in den Dienst der Wiener Hofbibliothek. Von 1914 bis 1918 leistete Gerstinger Kriegsdienst. Ab 1923 war er Abteilungsleiter der Papyrussammlung der Österreichischen Nationalbibliothek. Im Jahr 1928 habilitierte er sich für klassische Philologie, Byzantinistik und Papyruskunde. Sein Spezialgebiet waren griechische und byzantinische Papyri. Von 1931 bis 1936 war er Vorstand der Handschriften- und Papyrussammlung der Österreichischen Nationalbibliothek. 1934 wurde er außerordentlicher Professor an der Universität Wien. Er erhielt Rufe auf Professuren nach Prag und Innsbruck, die er aber ablehnte. Ab 1936 war er Mitglied der Prüfungskommission für das Mittelschullehramt in Wien bzw. Graz und ab 1945 deren Direktor. 1940 wurde er ordentlicher Professor an der Universität Graz, wo er 1946–1947 Dekan und 1947–1948 Rektor war. Ebenfalls 1940 wurde er korrespondierendes Mitglied der Österreichischen Akademie der Wissenschaften; die wirkliche Mitgliedschaft erhielt er 1949. Ab 1948 war er Direktor der Bundesanstalt für Leibeserziehung in Graz, ab 1949 Mitglied des Österreichischen Archäologischen Instituts. Er war verheiratet mit Paula Gerstinger, geborene Soeding. Ihr gemeinsamer Sohn, der Dramaturg und Schriftsteller Heinz Gerstinger, wurde 1919 in Wien geboren.

## Auszeichnungen
- 1954: Großes Silbernes Ehrenzeichen für Verdienste um die Republik Österreich[4]
- 1971 Wilhelm-Hartel-Preis der Österreichischen Akademie der Wissenschaften

## Schriften (Auswahl)
- Die griechische Buchmalerei, 2 Bände, 1926
- Die Wiener Genesis, 1931
- Das Statutenbuch des Ordens vom Goldenen Vlies, 2 Bände, 1934
- Der Wiener Dioskurides. Codex Vindobonensis medicus graecus 1 [der Österreichischen Nationalbibliothek]. Hrsg. von Hans Gerstinger, Band I: Faksimile, Band II: Kommentarband. Graz 1970 (= Codices selecti, phototypice impressi. Band 12).